# Газопоршневая электростанция
Газопоршневая электростанция — это система генерации, созданная на основе поршневого двигателя внутреннего сгорания, работающего на природном или другом горючем газе. Возможно получение двух видов энергии (тепло и электричество) и этот процесс называется «когенерация». В случае если в газопоршневых электростанциях используется технология, позволяющая получать ещё и холод (очень актуально для вентиляции, холодоснабжения складов, промышленного охлаждения), то данная технология будет называться «тригенерация».

## Конструкция газовых (газопоршневых) двигателей (ГПД)
ГПД представляет собой ДВС с внешним смесеобразованием и искровым зажиганием горючей смеси в камере сгорания, использующий в качестве топлива газ и работающий по циклу Отто. Энергия, выделившаяся при сгорании топлива, в газовом двигателе производит механическую работу на валу, которая используется для выработки электроэнергии генератором электрического тока.
Газовые двигатели используются для работы в составе генераторных установок, предназначенных для постоянной и периодической работы (пиковые нагрузки) с комбинированной выработкой электроэнергии и тепла, а также в качестве аварийных источников энергии. Кроме того, они могут работать как в составе холодильных установок, так и для привода насосов и газовых компрессоров.

## Топливо
Газовые двигатели могут использовать различные виды газа: природный, газы с низкой теплотворной способностью, невысоким содержанием метана и низкой степенью детонации или газы с высокой теплотворной способностью- факельный, пропан, бутан, а также приспособлены к перестройке для работы с одного вида газа на другой.
Кроме того, имеется возможность применения двутопливных двигателей, работающих одновременно на жидком и газообразном видах топлива:
- пропан-бутановые смеси;
- природный газ (сжиженный, сжатый, магистральный);
- попутный нефтяной газ и пары больших дыханий резервуаров;
- промышленный газ (пиролизный, коксовый, биогаз, шахтный, газ сточных вод и т. д.);
- водород и смеси с водородом[1].

Функционирование газопоршневой электростанции с системой управления и дополнительным вспомогательным оборудованием второй газовой линии, а также в качестве системно-смешивающего газа вспомогательного оборудования, позволяет газопоршневой электростанции работать с двумя различными типами газа. Подача газа может быть изменена, например, в случае сбоя в газопроводе или для островного режима. 
Области использования: буровые платформы и скважины, шахты, очистные сооружения, в качестве резервного, вспомогательного или основного источника электроэнергии на предприятиях, в строительстве, административных и медицинских учреждениях, аэропортах, гостиницах, узлах связи, системах жизнеобеспечения, теплицах и т. п. в автономном режиме или совместно с централизованными системами электроснабжения и тепла.

## Преимущества и недостатки
По сравнению с микротурбинами у ГПД высокие показатели КПД, отсутствие влияние на КПД температуры окружающего воздуха, меньшее потребление газа по сравнению с микротурбинами, соответственно меньше выхлопа в окружающую среду. Стоимость станции на ГПД обходится более чем в 2 раза дешевле от 500 до 1000 евро за киловатт, тогда когда у микротурбин минимум от 1000 евро за киловатт.
Одним из недостатков, является наличие большого количества вредных веществ в выхлопе, что требует применения катализаторов. Вредные вещества в выхлопе появляются из-за сгорания моторного масла, примерно 0,2 грамма на выработку 1 киловатт-часа электроэнергии. Для снижения воздействия на окружающую среду электростанциям требуются дымовые трубы.
ГПД могут работать как на сжиженном, так и на сжатом газе. Это позволяет использовать газовые двигатели не только при подключении к газовой магистрали. При небольшой мощности ~ 1 кВт, достаточно подключить баллон со сжиженным газом через газовый редуктор.